# Carlos Othon Schlappal
Carlos Othon Schlappal (Bulgária,  — 22 de setembro de 1883) foi um engenheiro agrimensor a serviço da província de Santa Catarina, na época da instalação das colônias em Santa Catarina, na segunda metade do século XIX.

## Vida
Casou com Maria Vicência Veiga Schlappal, falecida em setembro de 1879.
Sua filha Anna Eliza Schlappal Marques Leite ficou viúva de José Bernardes Marques Leite em dezembro de 1878.

## Carreira
As mais antigas chácaras em Florianópolis (antiga Desterro) estavam localizadas na rua das Olarias, atual Avenida Mauro Ramos, mostradas em uma planta de autoria de Schlappal, de 1848, que também elaborou uma carta topográfica de Desterro, em 1876, juntamente com seu colega major Antônio Florêncio Pereira do Lago, por ordem do presidente da província Alfredo d'Escragnolle Taunay. De acordo com Alfredo d'Escragnolle Taunay, era "turco de nascimento".
De 1854 a 1856 foi professor de primeiras letras na Colônia Dona Francisca.
Demarcou os lotes da colônia Angelina, fundada em 1860, da qual foi diretor, de 1860 a 1869.
Em 1861 é creditado como ajudante do capitão de engenheiros Sebastião de Sousa e Melo no relatório do presidente da província Francisco Carlos de Araújo Brusque à Assembleia Legislativa.
Em 1873, notícias do jornal O Conciliador, de 8 e 15 de maio informam que
"No início de maio, o dr. Accioli, enfim, embarcou e muitos eminentes liberais foram vistos indo para o Estreito, para esfoguetearem o viajante. O próprio Accioli deu uma declaração de que não havia pedido a ninguém para evitar o foguetório. Uma fofoca do jornal dizia que, no dia seguinte ao embarque, em frente à casa de Schlapal (sic), Pitanga comentava com Crespo que agora é que iria começar a administração da província!"
Então possivelmente Carlos Othon Schlappal residia em Desterro nesta época, exatamente quando os primeiros migrantes alemães oriundos da Colônia Teresópolis e imediações instalavam-se em Braço do Norte. Em 17 de setembro de 1876 começou a trabalhar como agrimensor na recém fundada colônia de Braço do Norte, iniciando com a medição e demarcação dos 52 lotes dos colonos que iniciaram a ocupação legal do Vale do Rio Braço do Norte. A frente dos lotes ficou sendo o rio Braço do Norte, e não havia nenhuma divisão entre eles. Determinou o local da sede da colônia em 1877, demarcando um quadrado de terra às margens do rio Braço do Norte em 1879.
O engenheiro Schlappal, já fundador da colônia Angelina, estabelecera-se pouco acima do Gravatal, numa propriedade de mil braças de fundo.
Designado por Luís Martins Collaço, auxiliou o engenheiro Charles Mitchell Smith Leslie, juntamente com o também engenheiro João Carlos Greenhalgh, na medição das terras do patrimônio dotal da Princesa Isabel, resultando na criação da Colônia Grão Pará. Trabalhou posteriormente na Colônia Grão Pará, onde deixou seus documentos, como chefe da comissão do governo para a medição das terras dos colonos. Seus documentos estão guardados no museu Conde d'Eu, em Orleans.
Morreu no cargo de engenheiro da Colônia Grão Pará.

## Correspondências selecionadas
- Correspondência para o presidente da província de Santa Catarina, José Bento de Araújo:[17]

"Rio Braço do Norte 18 de Novembro de 1877
Ilmo. e Exmo. Sr.
Tenho a honra accuzar a recepção de hoje do Officio que V.Exª se dignou derigir-me em data de 7 do fluente mez; recommendando-me que me limite por enquanto com a verificação da medição dos lotes dos ex colonos existentes nos valles dos rios Braço do Norte e Capivary, e daquelles que já se achão estabelecidos, e estão comprehendidos no aviso de 6 de Maio de 1873, remettendo a essa Presidencia os requerimentos instruidos com a informação da qualidade do terreno, e serem devolutos, para habilitar a thesouraria de poder arbitrar o respectivo preço, deixando dar andamento ás petições para compra de terras por particulares, que não forão colonos estabelecidos n'aquellas zonas, para ser resolvido sobre taes vendas depois da descriminação das terras do domínio Publico das do particular.
Cumprirei fielmente as Ordens de V.Ex.
Deus Guarde V.Ex.
Illmo. Exmo. Snr. Dr. José Bento de Araujo
Muito Digno Presidente da Provincia de Santa Catharina
Carlos Othon Schlappal"
(sic)